# Thalheim an der Thur
Thalheim an der Thur est une commune suisse du canton de Zurich, située dans le district d'Andelfingen.

Photo aérienne (1958).